# مها حسني
مها حسني (1965 - 15 نوفمبر 2021) هي مذيعة تلفزيونية مصرية، من مذيعات العصر الذهبي للإعلام المصري.

## حياتها ونشأتها
ولدت بالقاهرة سنة 1965، تخرجت من كلية الآداب جامعة القاهرة.

## مسيرتها
تعد مها حسني واحدة من المذيعات المعروفة في التلفزيون المصري، قدمت على مدار سنوات العديد من البرامج الاجتماعية الناجحة.
- بدأت كمذيعة في القناة الثالثة المصرية[9]، انتقلت بعدا للقناة الأولى المصرية، تميزت بتقديم البرامج الاجتماعية، التي تعلق بها المشاهد.[10]
- قدمت مها بعد ذلك عددًا من البرامج الناجحة أبرزها برنامج «أيامنا الحلوة» [11]قبل أن تقدم برنامجها الشهير المختص بشؤون المرأة والأسرة والحياة الاجتماعية «سيدتي».[12]

## مرضها
قبل وفاتها بسنة تلقيت نبأ وفاة أبيه، مما جعلها تدخل في حالة نفسية سئية، انتقلت بعد أزمتها الصحية إلى مستشفى المطرية العام، التي لم تمكث فيها كثيرًا حتى وفاتها.

## وفاتها
توفيت في صباح يوم الإثنين 15 نوفمبر 2021، وأقيمت صلاة الجنازة بمسجد الرحمن الرحيم، بمدينة نصر، ودفنيت بمقابر الغفير بالقاهرة.

## سيرتها
- اشتهرت مها بمواقفها الإنسانية، والتي أشهرها موقفها مع الفنان رامي جمال، عندما أعلن إصابته بمرض البهاق، دعمته في محنته، من خلال توجيه العديد من الرسائل له عبر صفحتها الرسمية على مواقع التواصل الاجتماعي.[17]
- اشتهرت، بالدفاع عن الوطن، وعرض كافة الإيجابيات بداخله، كما تحدثت في برامجها عن الأخلاق، وتناولت مجموعة من الموضوعات ذات الأهمية الأخلاقية.[18]